# Pica-pau-de-barriga-ruiva
Pica-pau-de-barriga-ruiva ou pica-pau-de-ventre-vermelho (Dendrocopos hyperythrus) é uma espécie de ave da família Picidae. Pode ser encontrado ao longo dos Himalaias no subcontinente indiano e no Sudeste Asiático, distribuindo-se pelos seguintes territórios: Bangladesh, Butão, Camboja, Coreia, Hong Kong, Índia, Krai do Litoral, Manchúria, Mianmar, Nepal, Tailândia e Vietname. O seu habitat natural é formado por floresta tropical e subtropical húmida e floresta de montanha.